# Вернон, Эдвард
Эдвард Вернон (англ. Edward Vernon; 12 ноября 1684 — 30 октября 1757) — британский адмирал, командовавший флотом во время неудачной войны с испанцами (1739—1742).
Вернон активно участвовал в парламентской жизни Англии с 1722 года до самой смерти. Он был одним из тех парламентариев, которые — вопреки миролюбивым устремлениям правительства Уолпола — раздули эпизод с ухом Дженкинса в casus belli. После объявления войны он лично устремился в Вест-Индию и захватил Портобело на панамском побережье.
В 1741 году Вернон на 186 кораблях с 27 000 моряков осадил Картахену на южноамериканском побережье. Эта масштабная высадка (самая крупная за весь XVIII век) потерпела поражение: англичане были разбиты испанским гарнизоном под командованием «получеловека» — одноглазого, однорукого и хромого Бласа де Лесо. Весть о поражении вынудила Уолпола уйти в отставку.
Вернон был прозван моряками «старым Грогом» за то, что неизменно носил фаевый камзол (англ. grogram). Во избежание пьянства на кораблях он приказал разбавлять ром водой с лимонным соком (как потом выяснилось, предотвращавшим также заболевание цингой). Так родился новый напиток, названный в честь адмирала грогом.
Служивший под началом Вернона Лоуренс Вашингтон, брат Джорджа Вашингтона, назвал его именем семейное поместье Маунт-Вернон.

## Прочее
- Финский пивной концерн «Pyynikki» выпускает марку пива «Amiraali», на этикетках которой помещаются изображения адмиралов. На одной из этикеток помещено изображение Э. Вернона.

В немецком городе Ахерн выпускают марку рома "Admiral Vernon"

### Статьи
- King, James Ferguson. Admiral Vernon at Portobelo: 1739 (англ.) // The Hispanic American Historical Review. — Duke University Press, 1943. — Vol. 23, iss. 2. — P. 258-282. — doi:10.2307/2508017.